# آلیدا بوئر
آلیدا بوئر (اسپانیایی: Alida Boer‎؛ زاده ۱۹۸۶) مدل و کارآفرین در زمینه مد اهل گواتمالا است. او در سال ۲۰۰۷ برنده عنوان دوشیزه گواتمالا شد. او همچنین نماینده کشور گواتمالا در جشنواره دوشیزه جهان در سال ۲۰۰۷ بود.
بوئر مؤسس و مدیرعامل شرکت Maria’s Bag Inc، یک شرکت در زمینه تولید کیف‌های دستی با طرح‌های اصیل گواتمالایی است. کارکنان این شرکت زنان بومی گواتمالا هستند که ۵۰۰ شغل برای آنان ایجاد شده‌است. در حال حاضر تولیدات این شرکت در آمریکای لاتین، ایالات متحده و انگلستان شناخته شده‌است.